# Dihammaphora bivittata
Dihammaphora bivittata är en skalbaggsart som beskrevs av Pierre Émile Gounelle 1911. Dihammaphora bivittata ingår i släktet Dihammaphora och familjen långhorningar.
Artens utbredningsområde är Uruguay. Inga underarter finns listade i Catalogue of Life.